# Трайбека
TriBeCa (англ. Triangle Below Canal Street — «Трикутник нижче Канал-стріт») — мікрорайон Округу 1 (Manhattan Community Board 1), розташований у Нижньому Мангеттені найбільшого міста США, Нью-Йорка.
Назва мікрорайону Трайбека походить від абревіатури: «Triangle Below Canal Street» (Трикутник Нижче Канал-стріт). Він укладений між вулицями Канал-стріт, Вест-стріт, Бродвей і Чамберс-стріт.

## Історія
Назва Трайбека стало застосовуватися до району південніше Канал-стріт, який був першим житловим кварталом Нью-Йорка. Забудова велася з кінця XVIII століття, і вже до 1850 року район трансформувався в торговий центр міста з безліччю магазинів і складів. До шістдесятих років XX століття район став місцем проживання багатьох художників, які розміщували тут свої студії, а ще через двадцять років квартал перетворився в один з найпрестижніших і дорогих районів міста.

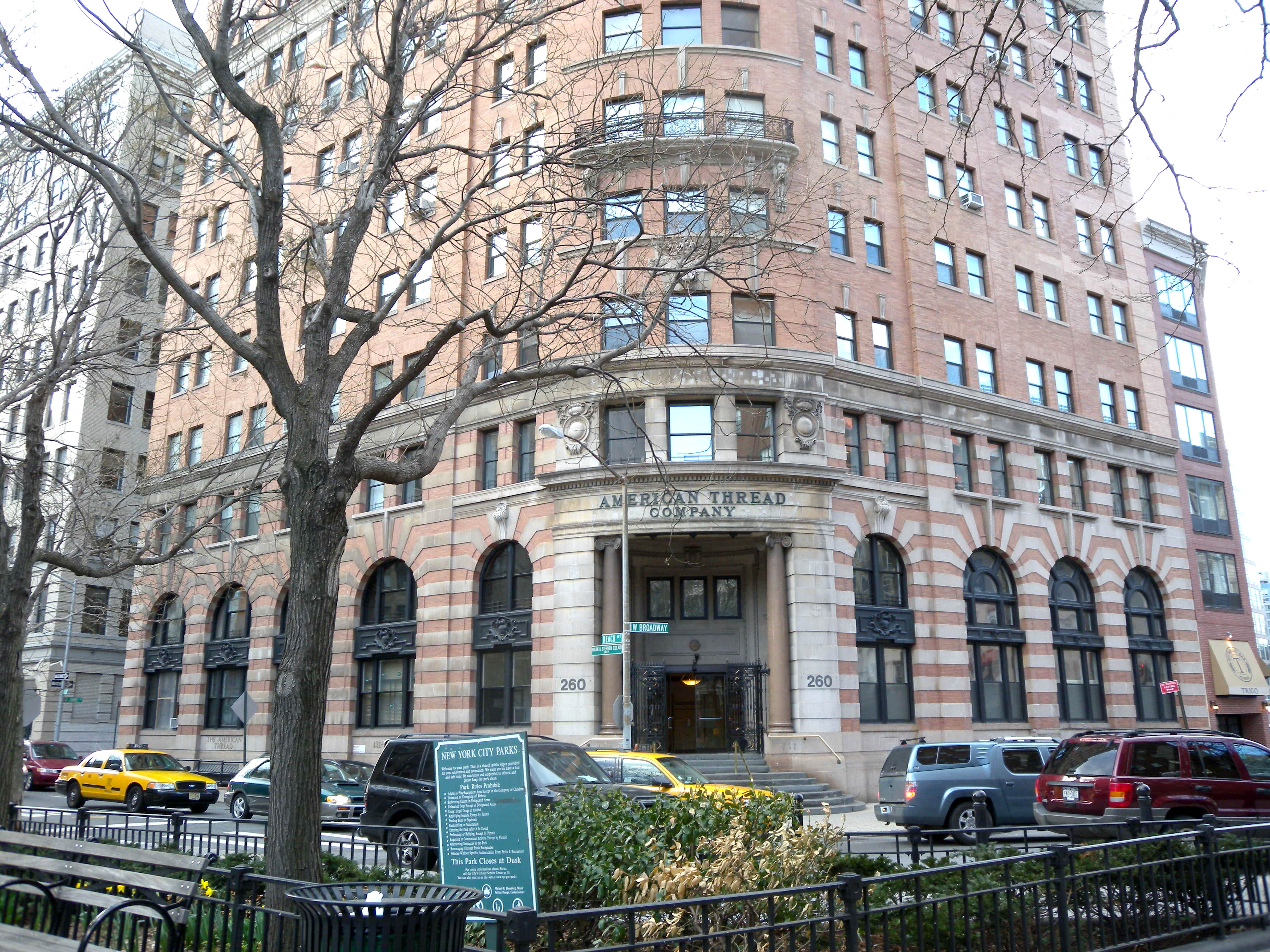
Будівля American Thread

Сьогодні Трайбека входить в топсписок районів із найдорожчою орендою житла. У кварталі проживають такі знаменитості, як Мерая Кері, Роберт Де Ніро, Кейт Вінслет і ін.

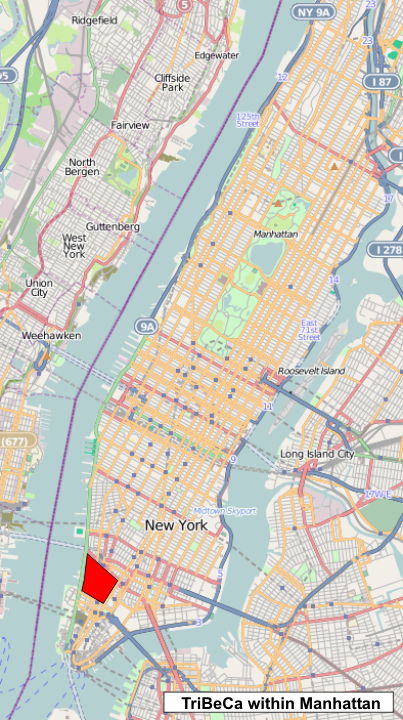

## Демографія
Згідно з переписом населення 2000 року у кварталі проживало 10 395 осіб. Щільність населення складає 31 467 осіб на квадратну милю (12 149 чол. / км²). Расовий склад мешканців розподілився наступним чином: 82,34 % білих, 7,96 % азійців, 0,03 % національностей тихоокеанських островів, 4,89 % афроамериканців, 0,10 % корінних американців, 1,66 % інших рас і 3,02 % змішаних національностей, 6,34 % — представники латиноамериканських національностей. 18,2 % населення мають іноземне походження.

## Архітектура
В архітектурі кварталу переважають будівлі промислового типу, які в більшості своїй були побудовані на початку XX століття і перетворені сьогодні в житлові будинки. Найбільш відомими будинками є будови неоренесансу, такі як корпус текстильної фабрики (1901 р.), фабрика Гастінгса (1892 р.) і будівлі кінця Громадянської війни 1865 р.